# هجوم إدلب 2015
هجوم إدلب 2015 يشير إلى سلسلة من عمليات المعارضة في محافظة إدلب، خلال الحرب الأهلية السورية. وبدأ الهجوم بهجوم شنته المعارضة على عاصمة المحافظة إدلب. ووفقًا لمجلة ذي إيكونوميست، فإن السيطرة على إدلب جاءت إلى حد كبير لإن دول الخليج العربية  «أعطت المزيد من الدعم لوكلاءها على الرغم من الاعتراضات الأمريكية.»